# 伊京魏爾湖

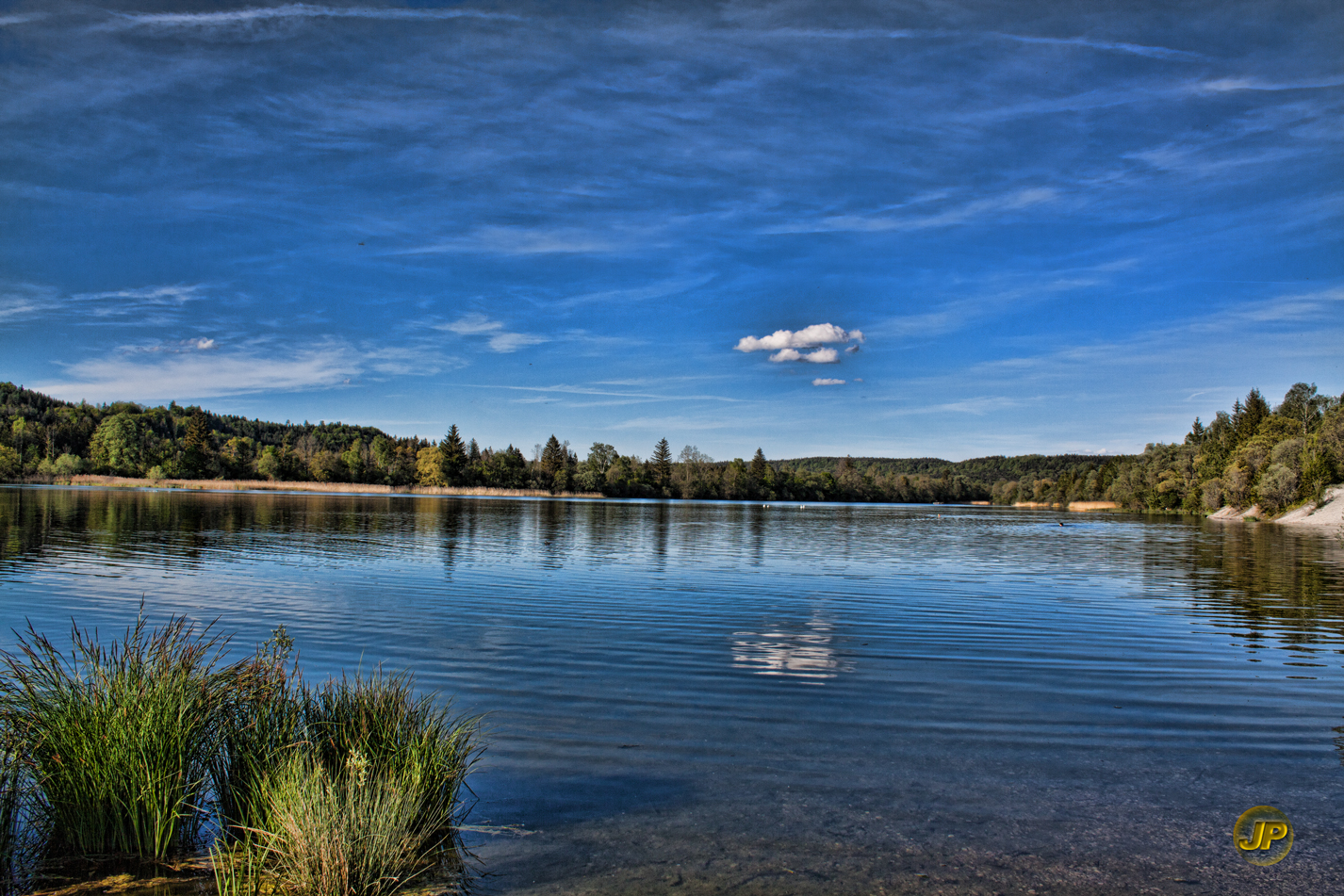

47°56′53.87″N 11°27′2.65″E / 47.9482972°N 11.4507361°E
伊京魏爾湖（德語：Ickinger Weiher），是德國的湖泊，位於該國東南部，由巴伐利亞州負責管轄，處於埃格靈，屬於伊薩爾河流域的一部分，長1公里、寬0.3公里，海拔高度565米。